# Alberto Astraceli
Alberto Astraceli (Bologna, 24 giugno 1930 – agosto 2002) è stato un calciatore italiano, di ruolo difensore.

## Biografia
Dal 1957 apre nel centro di San Benedetto del Tronto un bar con torrefazione del caffè, per anni punto di riferimento degli sportivi sambenedettesi.

## Carriera
Con la maglia della Sambenedettese disputa nove campionati, diventandone anche il capitano e conquistando la promozione in Serie B nella stagione 1955-1956; nei quattro campionati cadetti disputati con i rossoblu gioca complessivamente 103 gare segnando 3 reti.

## Palmarès

### Club

#### Competizioni nazionali
- Serie C: 1

Sambenedettese: 1955-1956